# Sansa Stark
Sansa Stark (pronuncia /ˈsɑːnsə ˈstɑːk/) è un personaggio della saga letteraria di genere fantasy medievale Cronache del ghiaccio e del fuoco, creata dallo scrittore statunitense George R. R. Martin.

## Caratteristiche
Sansa Stark è la seconda figlia di Lord Eddard Stark, signore del Nord, e Lady Catelyn Stark. È nata e cresciuta a Grande Inverno con il fratello maggiore Robb e i fratelli minori Arya, Bran e Rickon, oltre che con il fratellastro maggiore Jon Snow. 
Cresciuta come una nobildonna, Sansa incarna lo stereotipo tradizionale della femminilità che la società di Westeros si aspetta ed è ampiamente elogiata come una giovane fanciulla cortese e amabile; all'inizio della saga ha undici anni ed è una ragazzina ingenua e altezzosa, molto sognatrice. Di natura pacata e dedita alle buone maniere, cerca sempre l'approvazione del prossimo. Pur essendo molto legata ai suoi familiari, ha un rapporto molto conflittuale con Arya, essendo quest'ultima di carattere e indole opposti, e tratta con indifferenza il fratellastro Jon. Viene descritta come una bambina dotata di molta avvenenza, molto somigliante alla madre: è alta e fisicamente matura nonostante la giovanissima età, con gli zigomi alti, l'incarnato roseo, i capelli rosso rame e gli occhi azzurri, che fanno presagire che da adulta supererà in bellezza anche la madre Catelyn. Ama la musica, la poesia e il canto, ed eccelle nel ricamo. 
A causa dell'educazione a cui è stata sottoposta fin da piccola, Sansa ha una mentalità estremamente idealizzata su come vada il mondo e fantastica di diventare come le damigelle dei racconti romantici, sognando di coronare una storia d'amore con un principe, un cavaliere o un gentiluomo. Per la medesima ragione, dà per scontato che ogni persona sia onesta e di buon cuore; tuttavia, gli eventi della storia la portano a rendersi conto della crudeltà del mondo, a causa delle violenze e ingiustizie che subisce insieme alle persone lei amate.  
Inizialmente Sansa è una vittima passiva degli eventi, venendo sfruttata come pedina nelle macchinazioni politiche dei Lannister, ma col tempo acquisisce una maggior astuzia e freddezza che la portano a diventare più strategica e attiva.

## Biografia

### Passato
Sansa Stark nasce a Grande Inverno nel 286º anno dopo la conquista del Continente Occidentale da parte di Aegon Targaryen, ed è la figlia secondogenita di Eddard Stark e Catelyn Tully. Viene educata al galateo e alle mansioni femminili, nelle quali eccelle, e trascorre un'infanzia felice e spensierata insieme a Jeyne Poole, protetta della famiglia e sua dama di compagnia.

### Il gioco del trono
Durante la visita della famiglia reale a Grande Inverno, Sansa fa la conoscenza del principe Joffrey Baratheon, figlio del re Robert. Essendo stata cresciuta con le storie di cavalieri ed eroi, Sansa vede Joffrey come il principe azzurro da lei sempre sognato e se ne innamora ancora prima di averci perfino parlato. Suo padre Eddard viene nominato Primo Cavaliere del re e alla ragazza viene promesso di andare a vivere presso la corte di Approdo del Re, poiché viene designata come promessa sposa del principe. Lungo il tragitto verso la capitale, Joffrey e Arya, sorella minore di Sansa, entrano in una disputa: mentre la bambina e un piccolo garzone, Mycah, giocano a duellare, Joffrey si intromette e fa lo spavaldo, finché, minacciando Arya, viene morso dalla sua meta-lupa Nymeria. Per proteggere il ragazzo, Sansa mente a discapito della sorella, e, su ordine della regina Cersei Lannister, Nymeria viene condannata a morte per aver ferito il principe. Quando la bestia risulta essere scappata via, però, la regina pretende che venga ucciso un altro meta-lupo per ripiego, quindi ad essere abbattuta è Lady, la meta-lupa di Sansa. Questo evento provoca una spaccatura nel rapporto della ragazzina col padre e con la sorella.
Alla capitale, Sansa assiste al torneo in onore di suo padre e riceve una rosa da Loras Tyrell. In quei giorni ha anche una conversazione con il Mastino, brutale guardia del corpo di Joffrey, che le rivela il suo passato, spingendola a capire che i cavalieri non sono tutti coraggiosi e nobili come lei si aspetta.
Quando suo padre scopre la verità sulla paternità degli eredi al trono e cerca di riportare le figlie a Grande Inverno, Sansa, spaventata dall'idea di non poter più sposare Joffrey e diventare regina, rivela tutto a Cersei, che lo fa arrestare; Eddard viene quindi imprigionato quale traditore del regno, per aver denunciato re Joffrey come figlio bastardo nato dall'incesto tra Cersei e il fratello gemello Jaime. Sansa invoca la pietà di Joffrey chiedendogli di risparmiare il padre dalla condanna a morte. Il giovane re finge di accettare la sua supplica, ma al momento dell'esecuzione fa decapitare Eddard dal boia reale.

### Lo scontro dei re
Sansa si ritrova prigioniera ad Approdo del Re, costretta a sottostare alle continue angherie della regina Cersei e di suo figlio Joffrey, che più volte ordina che venga picchiata dai membri della Guardia reale per i motivi più futili. Durante questi soprusi viene spesso protetta dal Mastino, il quale cerca sempre di ridurre le pene della ragazza il più che può. La sequela di eventi traumatici che seguono, come la Sommossa del pane, le causeranno turbe psichiche, che iniziano a materializzare in lei una realtà distorta.
Durante la battaglia delle Acque Nere viene rinchiusa insieme alla regina Cersei e le dame di corte in una stanza insieme al boia reale, incaricato di uccidere chiunque nel caso i nemici dovessero riuscire ad entrare nella fortezza; lì rimane per tutto il tempo della battaglia finché non decide di sgattaiolare nelle sue stanze, confidando nella pietà di Stannis Baratheon. Nelle sue stanze trova ad attenderla il Mastino, intento a disertare e scappare al nord, che, probabilmente infatuato di lei, le propone di fuggire insieme a lui, ma la ragazza è troppo spaventata all'idea, non fidandosi appieno di Clegane, il quale quindi si allontana dopo aver fatto cantare la ragazza per lui.
Dopo la Battaglia, che vede il suo esercito e quello dei Tyrell e di Tywin Lannister vincitori, Joffrey decide di sposare Margaery Tyrell, abbandonando il progetto di sposare Sansa, per consolidare così le alleanze con le terre basse. L'ex-cavaliere ed ubriacone Dontos Hollard, scampato tempo addietro all'ira di re Joffrey grazie all'intercessione di Sansa, le promette di farla scappare dal castello e le fa sapere che il giorno del matrimonio del re una nave sarà pronta per la sua fuga.

### Tempesta di spade
A Sansa viene fatta una nuova proposta di matrimonio, ovvero di sposare Willas Tyrell, fratello maggiore di Margaery, storpio, ma acculturato e dall'animo gentile, nonché erede di Alto Giardino, e decide di declinare l'offerta di fuga di ser Dontos. Inoltre stringe amicizia con Margaery, della quale apprezza la compagnia pur avendo intuito che la futura regina mostra solidarietà per far sì che la sua famiglia possa avanzare pretese su Grande Inverno con tale matrimonio, essendo diventata Sansa l'erede ufficiale di casa Stark.
Tuttavia, a causa di vari sotterfugi politici, Sansa viene invece costretta a unirsi in matrimonio con Tyrion Lannister. Anche questa volta, la ragazza comprende che le nozze non sono altro che un mezzo per appropriarsi della sua eredità, Grande Inverno. La prima notte di nozze però, il Folletto si dimostra molto comprensivo, evitandole la cerimonia della messa a letto e non consumando il matrimonio.
Durante l'assassinio di re Joffrey, avvenuto al suo banchetto nuziale, Sansa coglie l'occasione per scappare da Approdo del Re. Dontos Hollard la conduce quindi a una nave che sta per lasciare la capitale, e viene ucciso subito dopo aver adempiuto al suo compito. Sull'imbarcazione Sansa trova Petyr Baelish, che ammette di aver architettato la morte del re e la sua fuga. Ditocorto la porta con sé alle Dita, sua terra madre, dove prende in moglie Lysa Tully, zia di Sansa, follemente innamorata di lui da sempre. Su suggerimento di Baelish, Sansa si tinge i capelli di una tonalità più scura in modo da poter fingere di essere la sua figlia bastarda Alayne Stone, e viene portata alla corte di Nido dell'Aquila.
Durante uno dei giorni a Nido dell'Aquila, Petyr dà un bacio a Sansa, facendo infuriare Lysa, che tenta di vendicarsi uccidendola. Per salvarla, Baelish uccide la moglie gettandola nella Porta della Luna. Ditocorto fa accusare il cantante itinerante Marillion, che viene imprigionato e condannato per l'omicidio della Lady di Nido dell'Aquila. Sebbene il ragazzo non venga ucciso, gli vengono amputati occhi e dita, e viene fatto passare per morto nei Sette Regni.

### Il banchetto dei corvi
Sansa è sempre al Nido dell'Aquila, dove continua a farsi passare per Alayne Stone, figlia bastarda di Ditocorto che, dopo la morte di lady Lysa, è diventato reggente della Valle in nome del piccolo e gracile lord Robert Arryn. La maggioranza dei lord della Valle non accetta Petyr come loro signore e ha intenzione di cacciarlo prendendo Robert sotto la propria ala. Baelish riesce, tuttavia, grazie alla sua grande abilità tattica e diplomatica, a strappare un anno di tempo nel quale spera di consolidare il suo potere, dimostrando di esserne degno.
Sansa, sempre sotto l'identità di Alayne Stone, viene nominata Lady della Valle e Ditocorto diviene il Lord Reggente di Nido dell'Aquila in vece del piccolo Robert Arryn. La ragazza diventa una compagna di giochi e un sostegno per Robert, sebbene egli, molto viziato e poco disciplinato dalla defunta madre, si riveli talvolta davvero insopportabile.
Con l'avvicinarsi dell'inverno, i due vengono condotti alla Valle, dove il clima è più mite. Qui Sansa si ricongiunge a Petyr, che le comunica le sue intenzioni di prometterla in sposa a Harry Hardyng, erede acquisito delle terre degli Arryn grazie al quale potrebbe regnare sulla Valle di Arryn e su Grande Inverno con la sua vera identità. Affinché Hardyng erediti la Valle di Arryn, è però necessario che Robert Arryn muoia.

## Trasposizione televisiva
Nella serie televisiva Il Trono di Spade, Sansa è interpretata dall'attrice inglese Sophie Turner, alla sua prima esperienza recitativa. La rappresentazione di Sansa, molto fedele ai romanzi nelle prime quattro stagioni, si allontana dalla storia originale a partire dalla quinta, nella quale la story-line del personaggio inizia in parte a ricalcare quella di Jeyne Poole, personaggio presente nei romanzi, ma rimosso dalla serie televisiva.

### Prima stagione
Quando re Robert Baratheon e la sua corte si recano a Grande Inverno, Sansa si innamora del maggiore dei figli del re, il principe Joffrey. Lo stesso re Robert convince il padre di Sansa, lord Eddard “Ned” Stark, a promettere in sposa Sansa a Joffrey. Ned, nominato Primo Cavaliere del re, è costretto a trasferirsi ad Approdo del Re, portando con sé Sansa e la sorella minore Arya.
Sulla strada per Approdo del Re, Sansa e Joffrey iniziano a legare, fino a quando il principe non aggredisce un amico di Arya, Mycah, spingendo Arya a scontrarsi con lui. Quando, infine, la meta-lupa di Arya, Nymeria, morde Joffrey per difendere la padroncina, Sansa con sgomento da parte della sorella, decide di testimoniare in favore del principe, e, su ordine della regina Cersei Lannister, Nymeria viene condannata a morte. Quando l'animale risulta essere fuggito, però, la regina pretende che venga ucciso un altro meta-lupo per ripiego, quindi ad essere abbattuta è Lady, la dolce meta-lupa di Sansa. Questo evento provoca una spaccatura nel rapporto della ragazzina col padre e con la sorella minore Arya, la quale a seguito di ciò accusa duramente Sansa di aver mentito provocando così le morti di Mycah e di Lady.
Ad Approdo del Re, assiste al torneo per il Primo Cavaliere, dove rimane affascinata dal Cavaliere dei Fiori, ser Loras Tyrell e inizia a conoscere Petyr Baelish. Joffrey, seguendo gli ordini di sua madre, comincia a essere gentile e affettuoso con Sansa, che ingenuamente, è sempre più innamorata di lui. Quando Ned viene ingiustamente arrestato dopo la morte di Robert, Sansa supplica la regina di concedere il perdono al padre e Cersei le impone di scrivere una lettera al fratello Robb in cui chiedergli di recarsi alla capitale a giurare fedeltà al nuovo re Joffrey. In cambio, Joffrey promette di essere indulgente con Ned. Davanti al Grande Tempio di Baelor, lord Stark confessa il suo presunto tradimento sperando di ottenere la salvezza della famiglia, ma, con grande orrore e sgomento di Sansa, Joffrey va contro il volere della madre Cercei ed ordina al boia ser Ilyn Payne di decapitarlo di fronte alla folla. Sansa, traumatizzata dalla vista sviene, venendo poi soccorsa dal consigliere di corte Varys. Mentre la sorella Arya riesce a scappare in tempo dalla città, la ragazza infine rimane prigioniera nella Fortezza Rossa, in balia del sadismo di Joffrey, il quale si diverte a farla picchiare dalle sue guardie, oltre che a costringerla a guardare la testa mozzata del suo compianto padre.

### Seconda stagione
Dopo aver appreso della sconfitta dei Lannister nella battaglia di Oxcross, Joffrey ordina a ser Meryn Trant di spogliare e picchiare Sansa davanti a tutta la corte, che impotente e inorridita è costretta ad assistere alla scena. Il grottesco spettacolo viene fermato da Tyrion Lannister, l'unico disposto a difenderla dalla crudeltà del promesso sposo. Il giorno in cui la principessa Myrcella viene spedita a Dorne, come promessa sposa del principe Trystane, scoppia una rivolta popolare contro il disastroso governo di Joffrey. Sansa viene catturata da alcuni popolani intenzionati a violentarla, ma viene salvata da Sandor Clegane, guardia del corpo di Joffrey. Il giorno successivo, Sansa scopre con orrore e paura di avere le prime mestruazioni, cosa che la rende definitivamente pronta a sposare Joffrey e dargli degli eredi. Nonostante tenti di nascondere la cosa, aiutata dalla sua ancella, Cersei lo viene a sapere e per la prima ed unica volta, la regina madre si rivolge in maniera comprensiva nei confronti della giovane Stark spiegandole che in futuro le uniche persone che dovrà amare sono proprio i figli che avrà.
Poco tempo dopo, Stannis Baratheon e la sua flotta assalgono Approdo del Re, dando inizio alla Battaglia delle Acque Nere. Sansa rimane confinata nella Fortezza Rossa insieme alla regina e le altre dame di corte. Cersei passa la notte a terrorizzare Sansa e le annuncia che, se Stannis dovesse avere la meglio, ordinerà a ser Ilyn di ucciderle tutte e due. Grazie alla sua ancella Shae, Sansa riesce a fuggire nelle sue stanze, dove si imbatte nuovamente in Sandor Clegane, che cerca di convincerla a fuggire con lui, ma lei troppo spaventata e insicura, si rifiuta. Poco dopo giunge la notizia che i Lannister hanno sconfitto Stannis con l'aiuto della Casa Tyrell. Joffrey, colpito dalla bella Margaery, ripudia Sansa, stringendo un accordo matrimoniale con la giovane Tyrell. Sansa è molto lieta e sollevata di questo, fino a quando lord Petyr Baelish, membro del Concilio ristretto di Approdo del Re e segretamente innamorato di Sansa, poiché gli ricorda la madre Catelyn, le fa notare che la sua situazione è solo peggiorata e che Joffrey la tormenterà più di prima.

### Terza stagione
Margaery Tyrell e sua nonna Olenna cercano di fare amicizia con Sansa, che dopo una iniziale esitazione rivela loro la reale natura crudele e sanguinaria del promesso sposo di Margaery. Desiderose di portare Grande Inverno sotto il controllo di Casa Tyrell, le due donne propongono a Sansa di sposare il fratello maggiore di Margaery, Loras, ragazzo che descrivono educato e gentile. Sansa accetta entusiasta. Tuttavia, grazie a una spia al soldo di Petyr Baelish, i Lannister scoprono l'intrigo dei Tyrell e, volendo in primis loro il dominio del Nord, costringono Sansa a sposare invece Tyrion. Il giorno del matrimonio, entrambi gli sposi sono oggetto della derisione della corte e soprattutto di re Joffrey. Tyrion, per rispetto e gentilezza nei confronti di Sansa, decide insieme alla ragazza di non consumare il matrimonio e i due cominciano ad avvicinarsi e a stringere amicizia, essendo entrambi degli emarginati derisi e maltrattati da chiunque. Tyrion si rivela per Sansa un inaspettato alleato e supporto, ma diverso tempo dopo le nozze giunge la notizia che la madre e il fratello di Sansa, Robb e Catelyn, sono stati brutalmente assassinati in seguito a un piano ordito dal padre di Tyrion, lord Tywin.

### Quarta stagione
Sansa è ancora profondamente sconvolta e provata dalla morte dei suoi familiari, tanto che si rifiuta di mangiare facendo così preoccupare sia Shae, sua ancella, e il marito Tyrion che cercano di confortarla e incoraggiarla. In seguito viene avvicinata da ser Dontos Hollard un ex-cavaliere, ora giullare di corte, che Sansa aveva precedentemente salvato dalla solita crudeltà di Joffrey. Ser Dontos avvisa Sansa che la aiuterà a fuggire da Approdo del Re. Pochi giorni dopo, durante il banchetto nuziale, Joffrey, che umilia pesantemente Tyrion di fronte a tutti gli invitati, beve del vino avvelenato e muore tra atroci sofferenze. Nel caos che segue, mentre Sansa riesce a fuggire insieme a ser Dontos, Cersei fa arrestare immediatamente Tyrion e ordina insieme a Tywin Lannister di trovare la ragazza. Alla fine ser Dontos, la porta in una nave comandata da Petyr Baelish. Lord Baelish la informa di aver organizzato lui stesso, insieme a Olenna Tyrell, l'omicidio di Joffrey. Petyr porta Sansa a Nido dell'Aquila, dove prende in moglie la lady del castello, Lysa Arryn, sorella della madre di Sansa da sempre ossessivamente innamorata di lui. Lady Lysa diventa subito molto gelosa del rapporto tra Sansa e Petyr e, quando vede questo baciare la nipote, infuriata, cerca di uccidere Sansa. Petyr allora salva Sansa, gettando la moglie nel vuoto. I signori della Valle sospettano subito di Petyr, ma Sansa, che inizia a fidarsi di lui, testimonia in sua difesa, affermando che la zia si è suicidata. Sansa lascia Nido dell'Aquila insieme a Petyr e il figlio di Lysa, Robyn Arryn.

### Quinta stagione
Dopo aver lasciato lord Robyn alle cure di lord Royce, Sansa e Petyr si dirigono a nord. In una locanda, Sansa incontra Brienne di Tarth che le rivela di aver giurato a sua madre di trovarla e metterla al sicuro. Non convinta, Sansa rifiuta l'aiuto di Brienne. A Moat Cailin, Petyr rileva a Sansa di aver combinato il suo matrimonio con Ramsay Bolton, il figlio dell'uomo che ha provocato la morte di sua madre e di suo fratello. Sansa è fortemente inorridita e si oppone, ma Petyr la convince che il matrimonio le darà l'occasione di vendicarsi sui Bolton, che ora possiedono Grande Inverno e quindi le consiglia di approfittarsi della situazione per riavere ciò che è stato tolto alla sua famiglia.
Giunta a casa, Sansa conosce il suo futuro marito, nascondendo maldestramente il suo disprezzo per i Bolton. L'imminente matrimonio attira la gelosia dell'amante di Ramsay, Myranda, che è subito velatamente ostile nei confronti di Sansa e cerca di itimorirla, ma la Stark è decisa a mettere le cose in chiaro con la serva. La ragazza scopre inoltre che tra i servi di Ramsay c’è Theon Greyjoy, l'uomo che tradì Robb e che Sansa crede abbia ucciso i suoi fratelli minori Bran e Rickon. Petyr torna nella Valle, dopo aver detto a Sansa di approfittare dell'imminente assalto di Stannis Baratheon a Grande Inverno per essere nominata Protettrice del Nord. Sansa e Ramsay si sposano e da questo momento Ramsay picchierà e stuprerà regolarmente la moglie, che rimane imprigionata nella loro camera.
Sansa cerca l'aiuto di Theon, ma questi riferisce subito i piani di Sansa a Ramsay. Sansa affronta Theon ed è indifferente alle torture che l'uomo dice di aver subito da Ramsay, ma diventa più ben disposta nei suoi confronti quando egli si lascia sfuggire di non aver davvero ucciso Bran e Rickon. Mentre Ramsay è impegnato in battaglia contro Stannis, Sansa decide di scappare, ma Myranda la ferma e le promette nuove torture; tuttavia Theon, ritornato in sé, aiuta finalmente Sansa, uccidendo Myranda. Sansa e Theon fuggono da Grande Inverno, gettandosi nella neve dalle mura del castello.

### Sesta stagione
Sansa e Theon fuggono attraverso la foresta dagli uomini dei Bolton. Theon sollecita Sansa di andare a Castello Nero, e chiedere protezione al suo fratellastro Jon Snow, divenuto comandante ed unico al momento in grado di poterla aiutare. Raggiunti dai soldati Bolton, vengono salvati in tempo da Brienne di Tarth e dal suo scudiero Podrick. Sansa questa volta accetta Brienne al suo servizio. Mentre Theon si dirige a casa sua, nelle Isole di Ferro, Brienne insieme a Podrick accompagna Sansa alla Barriera, dove la ragazza può finalmente rivedere e riabbracciare Jon.
Sansa cerca di convincere Jon ad aiutarla a riprendersi Grande Inverno; Jon rifiuta, poiché non è convinto, fino a quando non giunge a Castello Nero una lettera di Ramsay, il quale afferma di avere in ostaggio il più giovane dei fratelli Stark, Rickon, e sadicamente rivela di voler violentare Sansa insieme ai suoi uomini davanti a lui, prima di darlo in pasto ai mastini insieme a tutti i Bruti, inclusi tutti gli innocenti. Jon e Sansa cercano il sostegno degli uomini del Nord, ma solo la giovanissima Lyanna Mormont accetta di offrire l'aiuto dei suoi uomini. Col solo supporto dei Mormont e dei Bruti, Sansa e Jon si ritrovano ad avere un esercito di tremila uomini, contro i seimila dei Bolton.
Giunge il giorno della battaglia e subito Ramsay destabilizza Jon, uccidendo Rickon davanti ai suoi occhi. La battaglia volge subito in favore di Ramsay, fino a quando non giunge l'esercito della Valle di Arryn, guidato da Petyr Baelish, a cui Sansa si è vista costretta a chiedere aiuto, nonostante il forte rancore nei suoi confronti. Gli Stark si riappropriano di Grande Inverno e Ramsay viene fatto sbranare a morte dai suoi stessi cani su ordine di Sansa che ottiene così la sua agognata vendetta. Successivamente, durante una riunione con i lord del Nord, Jon viene acclamato come nuovo Re del Nord con evidente gioia di Sansa.

### Settima stagione
Sansa consiglia a Jon di punire le famiglie alleate dei Bolton, ma Jon decide di perdonarle perché i traditori sono morti in battaglia. In privato, Sansa confida a Jon di temere per la sua vita e lo invita a essere più cauto e più astuto. In seguito, sconsiglia a Jon di andare a Roccia del Drago per chiedere l'aiuto di Daenerys Targaryen contro gli Estranei. Jon decide di andare comunque, nominando Sansa reggente del Nord. La ragazza si dimostra una reggente saggia e competente. Inoltre accoglie con gioia suo fratello Bran e sua sorella Arya, anche se rimane inizialmente sconvolta dalle capacità del fratello e della sorella.
Petyr Baelish, preoccupato di non riuscire a controllare gli altri due Stark, cerca di mettere le sorelle l'una contro l'altra, facendo ritrovare ad Arya una vecchia lettera di Sansa nella quale questa, sotto costrizione di Cersei, invitava Robb ad arrendersi ai Lannister. Il piano di Baelish sembra avere successo: Arya, infatti, accusa Sansa di aver tradito la sua famiglia e la minaccia velatamente di morte. Sansa, terrorizzata, chiede consiglio a Petyr. Questi, insinuando che Arya voglia diventare la nuova lady di Grande Inverno uccidendo Sansa, convince la ragazza a sbarazzarsi di Arya, processandola per alto tradimento.
Sansa così fa convocare Arya a processo, ma a sorpresa rivela a tutti che il vero processato è Petyr Baelish. Sansa, supportata da Bran, lo giudica colpevole di numerosi tradimenti verso gli Stark, tra cui la morte di Ned, il tentato omicidio di Bran, l'uccisione di Lysa e l'aver istigato lo scontro tra gli Stark e i Lannister. Petyr supplica Sansa, ma ella lo condanna a morte e Arya gli taglia la gola. Sansa, infine, parla con la sorella e le due, dopo essersi elogiate a vicenda, si riconciliano.

### Ottava stagione
Sansa rivede con sollievo e felicità il fratellastro Jon, ma accoglie freddamente l'arrivo di Daenerys e delle sue truppe a Grande Inverno, mostrando al primo consiglio dei lord il suo disappunto per la rinuncia di Jon alla corona e per le difficoltà di approvvigionare il grande esercito ora accampato presso il castello. In seguito, presiede al processo di Jaime, appena giunto con la notizia del tradimento di Cersei: l'intervento di Brienne, per cui Sansa nutre grande stima e fiducia, la inducono ad accogliere il Lannister nelle file dell'esercito soprattutto dopo che la donna rivela a Sansa che è stato proprio Jaime a permetterle di ritrovarla e metterla in salvo, per onorare una promessa fatta alla sua defunta madre. Subito dopo ha un incontro privato con Daenerys, la quale cerca di instaurare un buon rapporto con lei, ma il tentativo non va a buon fine, data la visibile delusione di Sansa per la sicura perdita dell'indipendenza del Nord. In seguito anche Theon giunge a Grande Inverno e Sansa, che ormai lo ha perdonato di tutto, lo accoglie calorosamente.
Quando gli Estranei attaccano Grande Inverno, Sansa si rifugia insieme a coloro che non possono combattere nelle cripte del castello pensando di essere al sicuro, ma quando il Re della Notte risveglia i morti nei paraggi, inclusi gli antenati Stark, questi escono dalle loro tombe e cominciano ad aggredire i presenti. La morte del nemico per mano di Arya, tuttavia, mette improvvisamente fine alla minaccia, consentendo a Sansa e agli altri sopravvissuti di salvarsi.
Dopo la battaglia, Sansa piange la morte di Theon e appunta alla sua salma una spilla degli Stark, in segno di affetto. Quando Jon svela a lei e ad Arya di essere in realtà il figlio di Rhaegar Targaryen, Sansa dopo averci riflettuto, ignora la richiesta di Jon di non rivelarlo a nessuno, e subito lo racconta al marito Tyrion, nella speranza di far sedere Jon sul Trono di Spade al posto di Daenerys.
In seguito, Daenerys conquista Approdo del Re e la rade al suolo col fuoco di drago, per poi essere uccisa da Jon. Sansa raggiunge la capitale con il fratello Bran e prende parte a un concilio con diversi lord e lady di Westeros per decidere chi sarà il nuovo regnante. Così come Arya e altri nobili, si oppone subito alla condanna a morte di Jon. E infine per la decisione del nuovo sovrano, la scelta cade su suo fratello Bran, essendo ormai la totale conoscenza fatta a persona. Sansa, tuttavia, accetta di appoggiare questa decisione solo a patto che Bran conceda all'intero regno Nord l'indipendenza, cosa che viene finalmente concessa. Infine Sansa, tornata a Grande Inverno, viene incoronata Regina del Nord.